# Erna Signe

Ursprunglig gaffelriggning

Erna Signe är en svenskbyggd segelyacht i 12-metersklassen, som ritades av William Fife och byggdes 1911 av Neglingevarvet i Saltsjöbaden för Nils Persson. Båten har sitt namn efter Nils Perssons två döttrar. Hon hade 250 kvadratmeter segelarea och var ursprungligen gaffelriggad.
Erna Signe sjösattes i juni 1911. Hon tävlade i 12-metersklassen i Olympiska sommarspelen 1912 i Nynäshamn, med Nils Persson och den övriga besättningen Per Bergman, Dick Bergström, Kurt Bergström, Hugo Clason, Folke Johnson, Sigurd Kander, Nils Lamby, Erik Lindqvist och Hugo Sällström. Hon kom på andra plats efter norska Magda IX, med bland andra Johan Anker.
År 1913 riggades Erna Signe om till marconirigg efter Axel Nygrens ritning. Erna Signe såldes 1918 till Norge, där hon 1921 köptes av skeppsredaren Ole Schrøder (1891–1963) och seglades aktivt till 1954. Därefter såldes hon till Danmark och användes som skolfartyg. Efter ägarbyten på 1990-talet köptes hon 1998 i förfallet skick av Ole Schrøders son Ole Chr. Schrøder (1919–2007), som lät restaurera henne på Walsteds Bådeværft i Svendborg i Danmark. Restaureringen, inklusive omriggning till bermudarigg,  blev klar 2000. Erna Signe var i familjen Schrøders ägo till 2008. Hon köptes 2009 av Einar A. Sissener i Sandefjord i Norge och ingår i "Framnæs Collection of Classic Yachts".